# یواس‌اس کوربزییر (دی‌یی-۴۳۸)
یواس‌اس کوربزییر (دی‌یی-۴۳۸) (به انگلیسی: USS Corbesier (DE-438)) یک کشتی بود که طول آن ۳۰۶ فوت (۹۳ متر) بود. این کشتی در سال ۱۹۴۴ ساخته شد.